# Mondsee (See)
Der Mondsee ist ein See im oberösterreichischen Teil des Salzkammergutes im Bezirk Vöcklabruck und liegt auf 481 m ü. A. Am Nordwestufer befindet sich das Ortszentrum der Gemeinde Mondsee. Der Ablauf des Mondsees ist die Seeache, die nach 3 km in den Attersee und über Ager und Traun in die Donau entwässert. Der nährstoffarme See bietet mit seinen vielgestaltigen Ufern Lebensräume für viele Tier- und Pflanzenarten und ist seit 2006 als Natura-2000-Gebiet ausgewiesen. Mit über 13 km² Wasserfläche ist er der viertgrößte zur Gänze in Österreich liegende See. Der Mondsee ist ein bedeutendes Tourismusziel in Oberösterreich und ein beliebter Badesee sowie ein Segelrevier. Im Mondsee wurden 1872 Überreste jungsteinzeitlicher Pfahlbausiedlungen und zahlreiche Alltagsgegenstände gefunden. Der Fundort ist namensgebend für die Mondseekultur und seit 2011 Teil der UNESCO-Welterbestätte Prähistorische Pfahlbauten um die Alpen. Der Mondsee ist in Privatbesitz.

## Geographie
Der Mondsee liegt im oberösterreichischen Salzkammergut im Bezirk Vöcklabruck. Größere Orte am Ufer sind Mondsee im Norden und St. Lorenz im Westen. Fast die  gesamte Seefläche gehört zu einem einzigen Grundstück innerhalb der Gemeinde Mondsee. Die Orte Tiefgraben, Innerschwand am Mondsee, Unterach am Attersee und St. Gilgen, die mit ihrer Gemeindefläche an das Ufer grenzen, haben keinen Anteil an der Seefläche. Da die Gemeindegrenze nicht exakt am Ufer verläuft, gibt es viele Uferparzellen innerhalb der Gemeinde Mondsee. Der Großteil dieser Grundstücke wird nur als Seezugang genutzt, die dazugehörigen Siedlungen liegen bereits in den Nachbargemeinden. Nur vereinzelt sind diese Parzellen mit Wohnhäusern bebaut, die Mondseer Adressen haben. Nahe dem östlichen Südufer, das hier die Grenze zum Land Salzburg bildet, steht wenige Meter vom Ufer entfernt der Kreuzstein.
Der von Nordwest nach Südost langgestreckte See hat eine Länge von 9,1 km und eine maximale Breite von 2,3 km. Die Oberfläche beträgt etwa 13,78 km², die durchschnittliche Tiefe 36 m. Die tiefste Stelle ist in der ÖK 50 mit 68 m angegeben. Das Wasservolumen beträgt 510 Millionen Kubikmeter.
Am Westufer befindet sich der Drachensee, der mit dem Mondsee verbunden ist. Der Baggersee ist im Zuge des Autobahnbaus entstanden und heute in ein Golfplatzgelände integriert. 

### Ufer
Die Uferlänge des Mondsees beträgt 25,7 km. Die Ufer sind teilweise stark verbaut, und der größte Teil der Uferstrecken ist im Privatbesitz und nicht öffentlich zugänglich. Einige Ortschaften am Mondsee haben ihren Siedlungskern am Ufer oder in Ufernähe. Zwischen den Siedlungszentren verstreut liegen einzelne Bauernhöfe, kleine Weiler und Siedlungen mit Wohn- und Wochenendhäusern. Die Uferbereiche wurden in den 1970er und 1980er Jahren massiv verbaut. Geschäfte, Restaurants, Wohnhäuser und Zweitwohnsitze reihen sich aneinander. Das Verbauen der Uferkante mit Steganlagen, Bootshäusern, Bootsrutschen, Treppen, Mauern, Blocksätzen oder Steinschüttungen waren die Folge. In jenen Uferbereichen, die für eine Bebauung zu steil sind, verlaufen meist Straßen mit Uferbefestigungen, die das natürliche Ufer ersetzt haben. Etwa 82 % des Mondseeufers sind deutlich beeinträchtigt. Besonders davon betroffen ist das Nordwestufer. Im Vergleich zum nahen Attersee gibt es aber noch längere naturnahe Abschnitte wie etwa bei Pichl am See.

### Morphologie
Die Landschaft des Mondseegebiets ist äußerst vielfältig: Im Norden umsäumen die sanften Hügel der Mondseer Flyschberge den See. Zu den höchsten Erhebungen zählen die Kulmspitze (1095 m ü. A.) und der Bergrücken des Hochplett (1134 m ü. A.). Im Süden ist das Ufer steiler und wird von den Kalkfelsen der Kienbergwand (947 m ü. A.) und Almkogel (1030 m ü. A.) begrenzt. Zwischen diesen Bergen befindet sich der kleine, flache Uferabschnitt von Scharfling. Westlich des Almkogels setzt sich das Gebirge mit der Drachenwand (1176 m ü. A.) fort. Die rund 700 Meter hohe, fast senkrechte Felswand dominiert die Landschaft am Südufer. Der Drachenwand ist im Norden das weite, flache Delta der Fuschler Ache vorgelagert.

### Verkehr

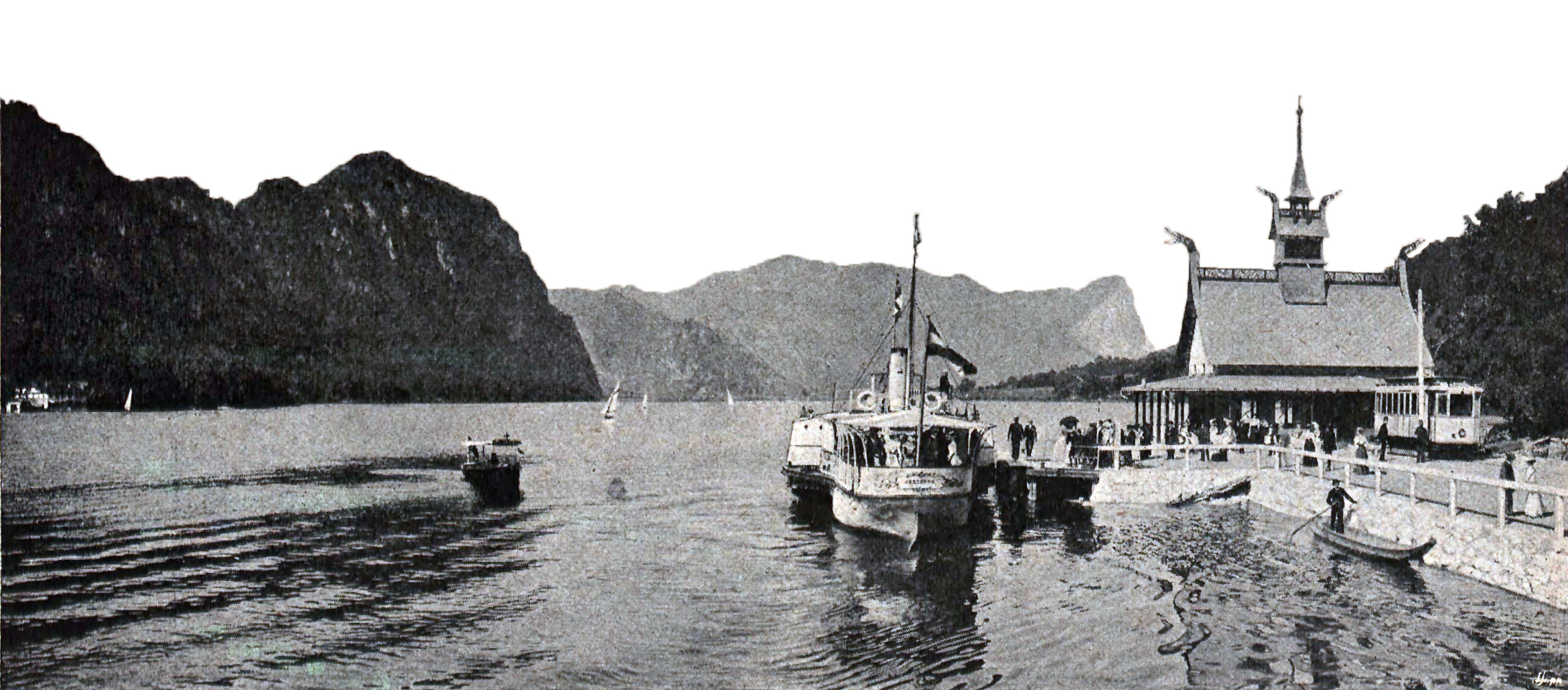
Landungsplatz/Endstelle der Straßenbahn Unterach–See am Mondsee mit norwegischem Stationspavillon (vor 1909)

Die West Autobahn führt am Hang des Nordufers entlang, das Gebiet ist über die Anschlussstelle Mondsee erreichbar. Dass die Autobahn nicht wie die B 1 oder die Westbahn die topographisch besser geeignete Strecke über Straßwalchen und Vöcklabruck nimmt, geht auf die ursprüngliche Planung als Reichsautobahn zurück. Diese wurde trotz geologischer Probleme aus touristischen Gründen bewusst nahe an die Salzkammergutseen herangeführt.
Entlang des Nordostufers führt die Attersee Straße, entlang des Südwestufers verläuft die Mondsee Straße.
Von 1893 bis 1957 führte am Südwestufer von St. Lorenz bis Scharfling die Salzkammergut-Lokalbahn vorbei, mit einer Zweigstrecke ab St. Lorenz war der Ort Mondsee angebunden. Die elektrische Lokalbahn Unterach–See verband von 1907 bis 1949 die Schiffsanlegestellen Attersee und Mondsee.

## Hydrologie

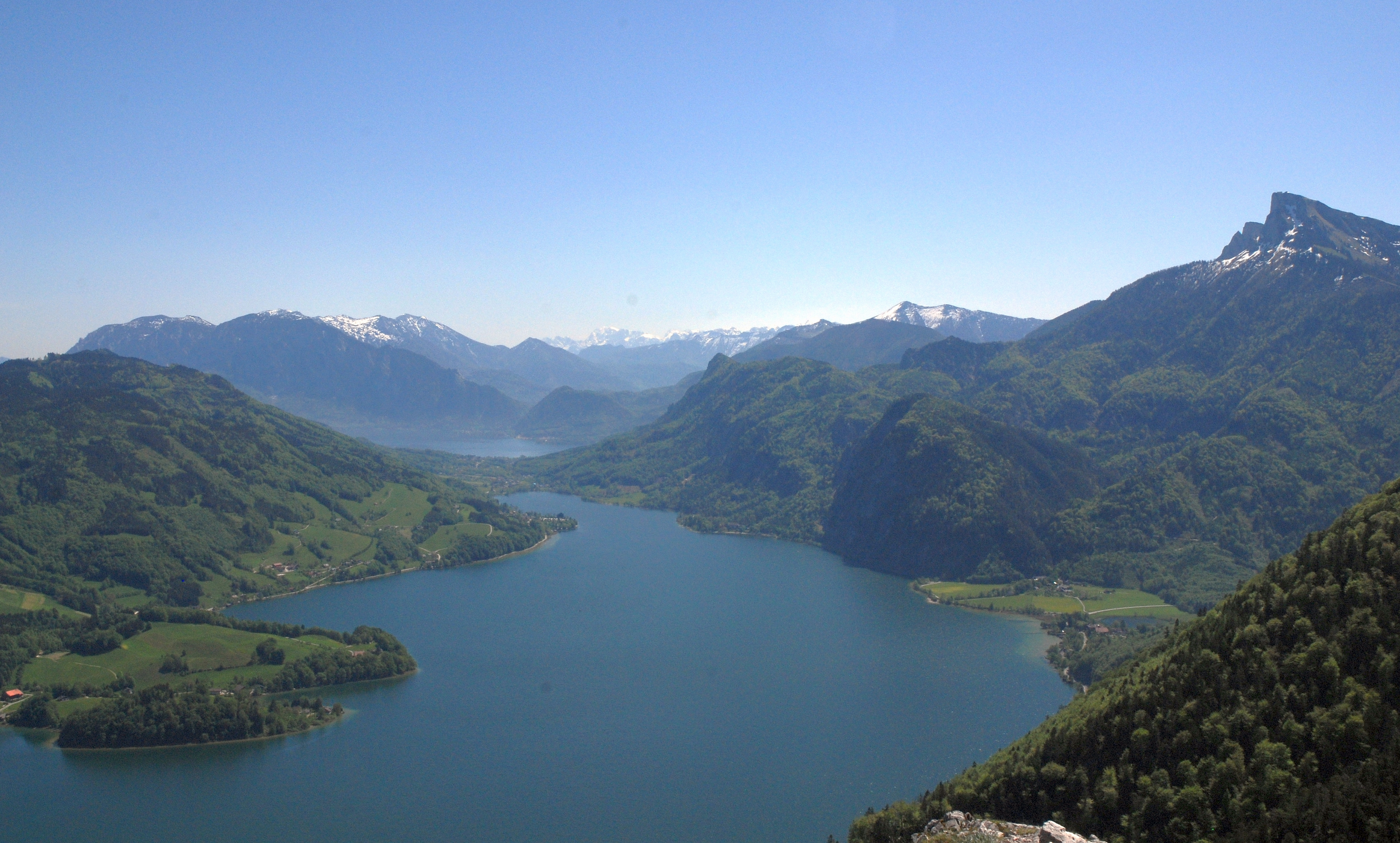
Blick nach Osten zum Abfluss des Mondsees. Die Seeache mündet nach 3 km in den Attersee

Das hydrologische Einzugsgebiet des Mondsees hat eine Gesamtfläche von 247,2 km². Der Mondsee bildet das mittlere Glied einer Kette von Seen, die im Südwesten mit dem Fuschlsee und im Nordwesten mit dem Irrsee beginnt. Die wichtigsten Zuflüsse sind die aus dem Fuschlsee kommende Fuschler Ache (Einzugsgebiet 117,6 km²), die aus dem Irrsee kommende Zeller Ache (38,3 km²) und die Wangauer Ache (35,3 km²). Diese drei Zuflüsse sind für mehr als 70 % der Wasserfracht in den Mondsee verantwortlich. Über die nur 3 km lange Seeache, die den Mondsee an seinem östlichen Ende verlässt, entwässert er in den rund 12 m tiefer gelegenen Attersee. Der mittlere Abfluss (MQ) beträgt 9,3 m³/s. Der Abfluss der Seeache wird durch die Seespiegelregulierung am Klauswehr künstlich geregelt und ist von der Höhe des Wasserspiegels des Mondsees abhängig.
Die Wassererneuerungszeit beträgt 1,7 Jahre. Die durchschnittliche Wassertemperatur beträgt 12 °C. Die minimale Wassertemperatur war bei oberflächennahen Messungen in den Jahren 2007 bis 2010 2,7 °C, die maximale 22,2 °C.

## Geologie

### Tektonik
Der Mondsee liegt im Bereich zweier großtektonischer Einheiten. Im Süden sind es die Kalkalpen, daran schließt die Flyschzone mit dem rhenodanubischen Flysch an. Die Nördlichen Kalkalpen bestehen aus der Staufen-Höllengebirgs-Decke (Tirolikum), der ein schmaler Streifen der Langbathzone (Bajuvarikum) vorgelagert ist. Dieser Bereich bildet das Südufer zwischen Plomberg und Oberburgau. Der überwiegende Teil des Mondseegebiets wird vom rhenodanubischen Flysch eingenommen. Hauptdolomit bildet vor allem die Steilwände der Kalkalpen im Süden. Leichter verwitternder Mergel und Sandstein bilden die Flyschberge im Norden.

### Ehemalige Vergletscherung und Entstehung

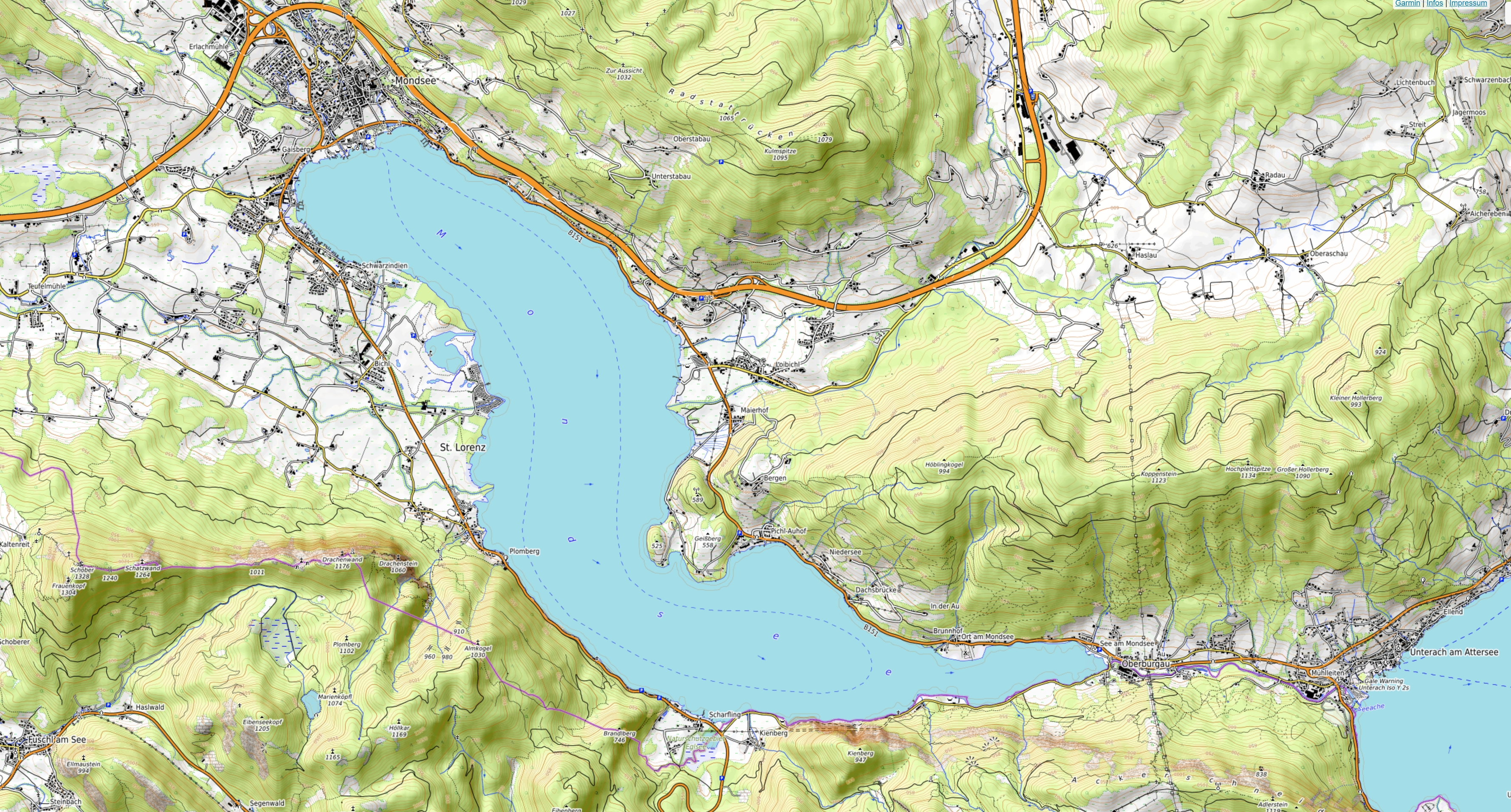
Topografische Karte des Mondsees. Der Traungletscher schürfte das Seebecken von Süden (Scharfling) nach Norden und Osten aus

Wie alle Seen im Salzkammergut ist auch der Mondsee ein Produkt der Arbeit eiszeitlicher Gletscher. Während der Eiszeiten floss der Traungletscher vom Plateau des Dachsteins und des Toten Gebirges über Seitenäste durch das Ischtal und über die Scharflinger Höhe in das Mondseegebiet. Der Gletscher schürfte hierbei das übertiefte Zungenbecken des Sees aus. Die Eisausbreitung in der Mindel-Kaltzeit war die kräftigste, und der Eisstrom aus der Furche des Mondsees überflutete alle angrenzenden Täler in der Flyschzone und bildete einen weit ausladenden Vorlandgletscher, der auch den Irrsee ausschürfte und bis Frankenmarkt reichte. Aus dem Eisstrom ragten nur die Gipfel des Schafbergs, der Drachenwand und des Hochplettspitzes als Nunataker heraus. Nach dem Abschmelzen des Gletschers der Riß-Kaltzeit bildete sich ein See, der einen um 40 m höheren Wasserspiegel als der heutige Mondsee hatte, dadurch deutlich größer war und im Westen vermutlich bis in die Gegend von Thalgau reichte. Durch den Gletschervorstoß in der Würm-Kaltzeit erhielt das Seebecken seine heutige Ausdehnung und Formung. Nach dem endgültigen Verschwinden des Eises wurden an allen größeren Zuflüssen ausgedehnte Deltaablagerungen akkumuliert. So haben die Wangauer sowie die Fuschler Ache ihre großflächigen Deltaebenen in den Mondsee vorgebaut.

## Klima
Die Wetterwarte der Zentralanstalt für Meteorologie und Geodynamik in Mondsee stellt exakte Daten für den Mondsee zur Verfügung. Am Mondsee herrscht ein regenreiches, wintermildes Seeklima. Durch die Lage am Nordrand der Alpen kommt es häufig zu Niederschlägen. Die höchsten Niederschlagswerte treten in den Sommermonaten von Juni bis August auf. Zu dieser Jahreszeit treten sehr häufig Gewitter auf, mit denen starke Regenfälle einhergehen können. Einen Sonderfall bildet das Seeuferklima wegen des unterschiedlichen Wärmetransports des Wassers und den lokalen Land–Seewindsystemen. Mit zunehmender Seehöhe und Entfernung zu den Seen ist eine eindeutige Temperaturabnahme erkennbar. Die Jahresmitteltemperatur liegt im Seebereich zwischen 7 und 9 °C. Zum Vergleich dazu liegen jene der Flyschhügel nur mehr zwischen 5 und 7 °C. Der Mondsee wirkt in den kalten Jahreszeiten als Wärmespeicher.
|                        | Jan  | Feb  | Mär  | Apr  | Mai  | Jun  | Jul  | Aug  | Sep  | Okt  | Nov  | Dez  |   |      |
| Mittl. Temperatur (°C) | −1,3 | −0,6 | 3,4  | 8,2  | 13,5 | 16,3 | 18,3 | 17,7 | 13,6 | 9,1  | 3,6  | 0,1  | ⌀ | 8,5  |
| Mittl. Tagesmax. (°C)  | 2,9  | 4,5  | 8,9  | 14,4 | 19,7 | 22,0 | 24,3 | 23,8 | 19,2 | 14,5 | 7,9  | 3,9  | ⌀ | 13,9 |
| Mittl. Tagesmin. (°C)  | −2,9 | −2,5 | 0,5  | 4,2  | 9,1  | 12,2 | 14,2 | 14,1 | 10,8 | 6,8  | 1,9  | −1,4 | ⌀ | 5,6  |
|                        |      |      |      |      |      |      |      |      |      |      |      |      |   |      |
| Niederschlag (mm)      | 108  | 106  | 139  | 99   | 132  | 164  | 180  | 173  | 134  | 96   | 110  | 125  | Σ | 1566 |
|                        |      |      |      |      |      |      |      |      |      |      |      |      |   |      |
| Luftfeuchtigkeit (%)   | 76,4 | 70,5 | 64,4 | 57,2 | 56,2 | 60,1 | 58,7 | 60,4 | 65,1 | 68,3 | 75,6 | 79,5 | ⌀ | 66   |

| −2,9 |

| −2,5 |

| 0,5 |

| 4,2 |

| 9,1 |

| 12,2 |

| 14,2 |

| 14,1 |

| 10,8 |

| 6,8 |

| 1,9 |

| −1,4 |

| −2,9 |

| −2,5 |

| 0,5 |

| 4,2 |

| 9,1 |

| 12,2 |

| 14,2 |

| 14,1 |

| 10,8 |

| 6,8 |

| 1,9 |

| −1,4 |

| N i e d e r s c h l a g | 108 | 106 | 139 | 99  | 132 | 164 | 180 | 173 | 134 | 96  | 110 | 125 |
|                         | Jan | Feb | Mär | Apr | Mai | Jun | Jul | Aug | Sep | Okt | Nov | Dez |

## Limnologie

### Zirkulation
Eine vollständige Eisbedeckung des Sees ist wegen der topografisch bedingten Exposition gegenüber West- und Nordwestwinden sehr selten, lokal können sich in windgeschützten Buchten aber Eisdecken bilden. Nur im Sommer tritt eine Stagnationsphase mit der Ausbildung einer warmen, meist bis in 6 m reichenden Oberflächenschicht (Epilimnion) ein. Die Temperatursprungschicht (Metalimnion) reicht von etwa 6 bis in 12 m, darunter liegt der tiefe, gleichmäßig temperierte Teil (Hypolimnion). Über Grund wurden 2007 und 2008 Temperaturen von 4,2 bis 5,5 °C gemessen. Die winterliche Wasserumwälzung erfolgt als Vollzirkulation. Da eine Eisdecke ausbleibt, kann der See weiter zirkulieren. Der Mondsee ist daher einmal pro Jahr volldurchmischend (monomiktisch-holomiktischen).

### Trophie
Der See weist eine niedrige bis mittlere Konzentration an Nährstoffen auf und ist somit oligotroph bis mesotroph. Vor dem Bau der Ringkanalisation
war der Mondsee in den 1950er und 1960er Jahren stark durch Nährstoffe belastet, und es kam großflächig zur Blüte der Burgunderblutalge (Planktothrix rubescens). Heute sorgt die
Kläranlage in St. Lorenz für etwa 10 % des Nährstoffeintrages in den See. Der Großteil der Nährstoffe kommt aber über die Zuflüsse in den See. Vor allem Starkregenereignisse führen zu überproportional hohen Phosphor- und Stickstoffeinträgen aus landwirtschaftlich genutzten Flächen entlang der Fuschler Ache, Zeller Ache und Wangauer Ache.

### Sichttiefe

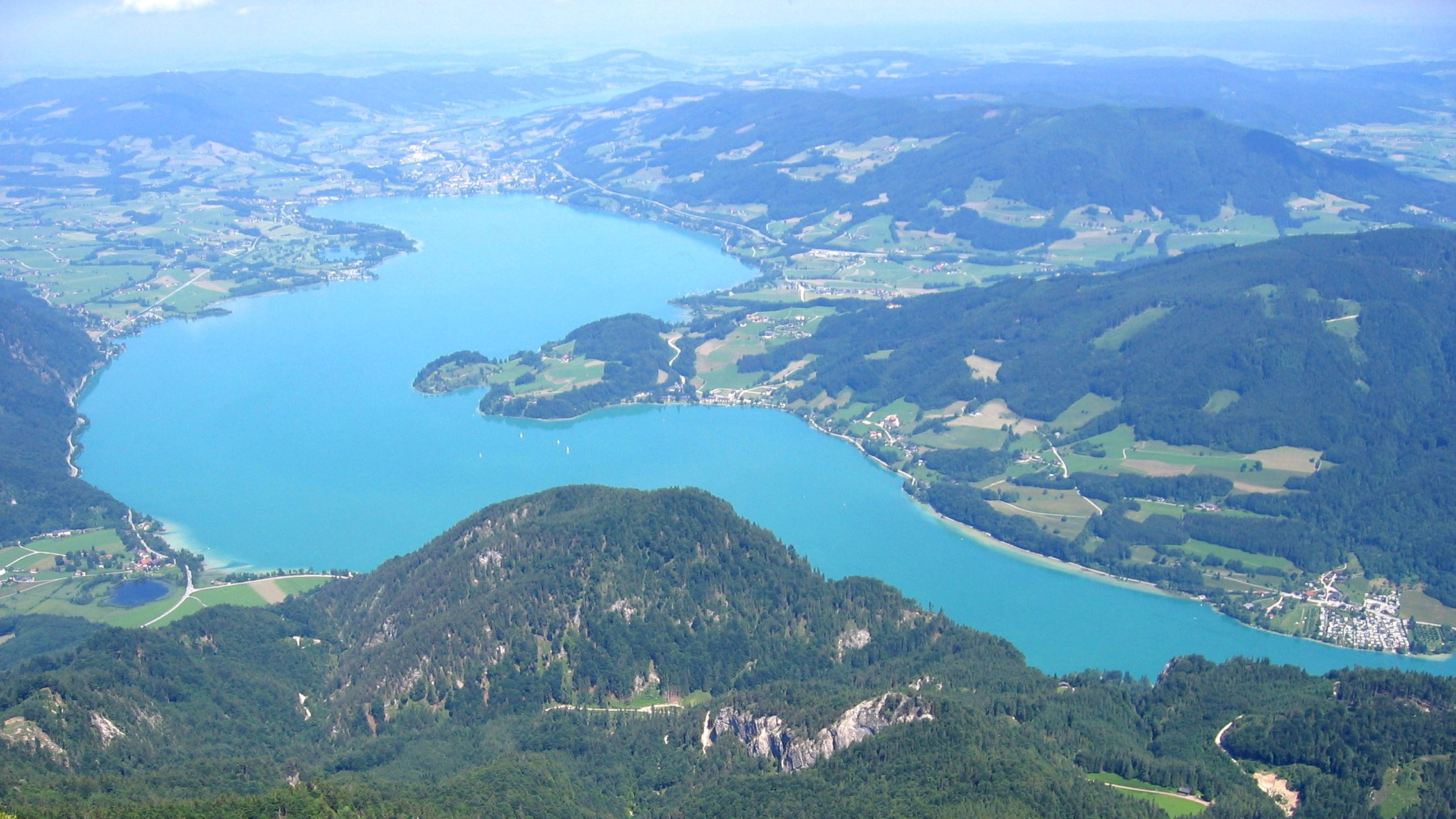
Die milchig-türkise Färbung des Sees im Sommer ist eine Folge biogener Entkalkung. Blick vom Schafberg

Bei Messungen in den Jahren 2007 bis 2010 betrug die durchschnittliche Sichttiefe 5,1 m. Die Maxima von 10,2 m wurden im Winter erreicht. Der niedrigste Wert wurde im Sommer mit 2,1 m gemessen. Die geringe Sichttiefe und die im Sommer oft zu beobachtende milchig-türkise Färbung des Sees sind eine Folge der biogenen Entkalkung. Ein großer Teil des im Epilimnion ausgefällten Calciumcarbonats entgeht aber während der Sedimentation durch das Hypolimnion einer Rücklösung und lagert sich am Seegrund in Form von Seekreide ab.

### Forschung
Am Ufer des Mondsees befinden sich zwei Einrichtungen, die sich mit der Erforschung der Ökologie von Binnengewässern beschäftigen. In Scharfling ist dies das Institut für Gewässerökologie und Fischereiwirtschaft, das vom Bundesamt für Wasserwirtschaft betrieben wird. Das Institut für Limnologie (ILIM) in Mondsee ist eine Forschungseinrichtung der Universität Innsbruck.
Die neu entdeckten Bakterienarten Polynucleobacter cosmopolitanus und Polynucleobacter duraquae wurden von Wissenschaftlern des Forschungsinstitutes für Limnologie wissenschaftlich beschrieben. Diese frei im Wasser schwebenden Bakterien (Bakterioplankton) sind im Mondsee sehr häufig (bis zu einer Million Zellen pro Liter Wasser), jedoch für den Menschen völlig harmlos (nicht pathogen).

## Fauna

### Fische

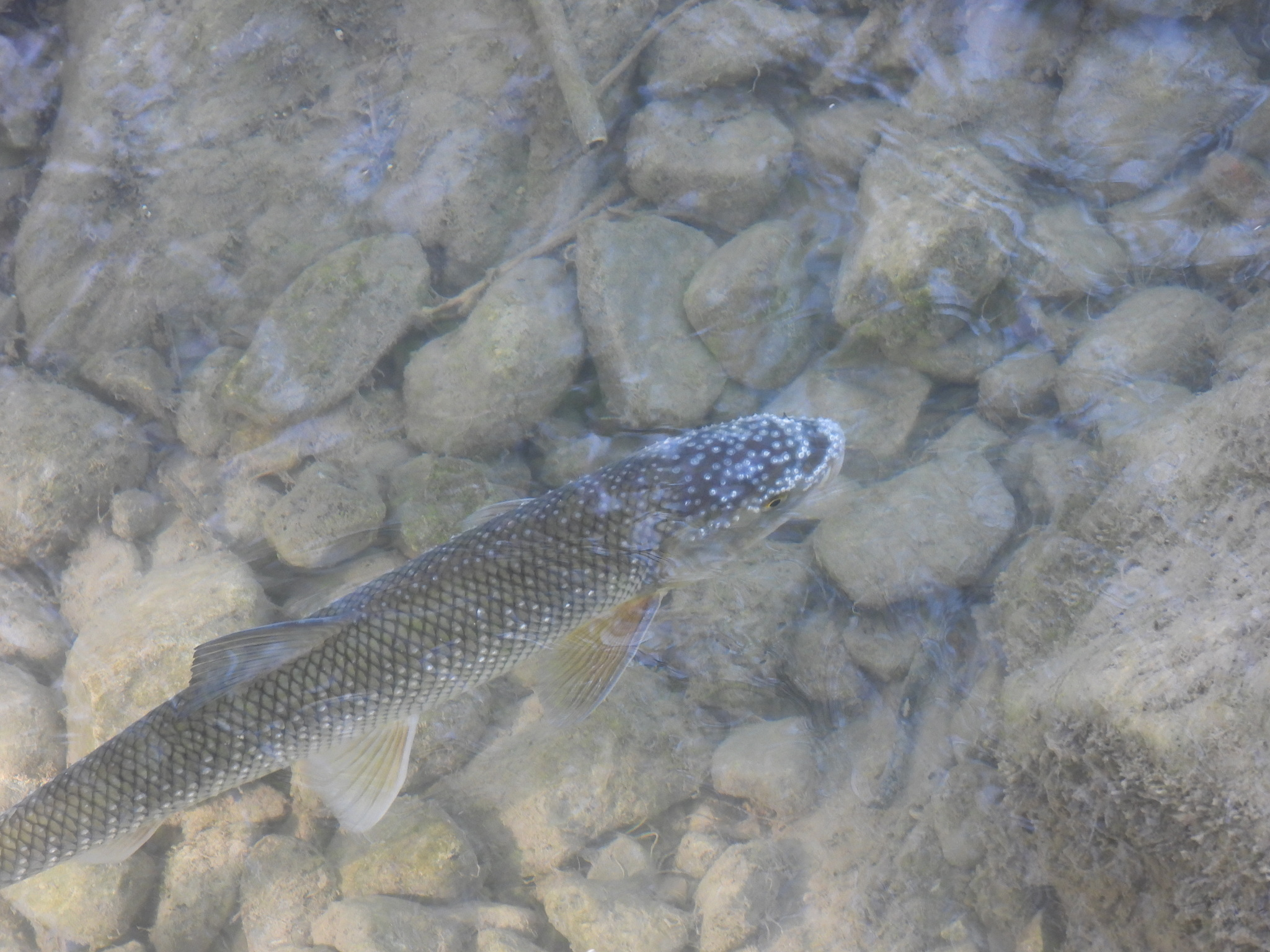
Perlfisch mit namensgebendem Laichausschlag

Der Mondsee wird zum fischökologischen Seentyp „Elritzensee“ gezählt. Dabei handelt es sich um Seen mit großer Wasserfläche, hoher Wassertiefe und einer Höhenlage von etwa 400 m ü. A. bis 1100 m ü. A. m Seehöhe. Die Leitfischart ist die Elritze (Phoxinus phoxinus). Die ursprünglich vorkommenden typischen Fischarten sind Aitel (Squalius cephalus), Brachse (Abramis brama), Elritze, Flussbarsch (Perca fluviatilis), Hecht (Esox lucius), Koppe (Cottus gobio), Rotauge (Rutilus rutilus), Seeforelle (Salmo trutta) und Seesaibling (Salvelinus umbla), als Begleitarten Aalrutte (Lota lota), Bachschmerle (Barbatula barbatula), Perlfisch (Rutilus meidingeri), Rußnase (Vimba vimba) und Seelaube (Alburnus chalcoides). Durch Besatz später dazu kamen die von der Fischerei genutzten Arten Aal (Anguilla anguilla), Giebel (Carassius gibelio), Karpfen (Cyprinus carpio), Kaulbarsch (Gymnocephalus cernua), Schleie (Tinca tinca), Wels (Silurus glanis) und Zander (Sander lucioperca). Vertreter der Gattung Coregonus werden lokal als Reinanken oder Maräne bezeichnet. Entsprechend den vielen, unterschiedlichen regionalen Erscheinungsformen ist eine systematische Klassifikation der einzelnen Populationen der Gattung Coregonus schwierig. Der Mondsee ist einer von drei österreichischen Seen, in denen der stark bedrohte Perlfisch zu finden ist. Zum Laichen wandern dieser und die Seelaube in die Unterläufe der Zuflüsse, insbesondere die Zeller Ache.

### Vögel

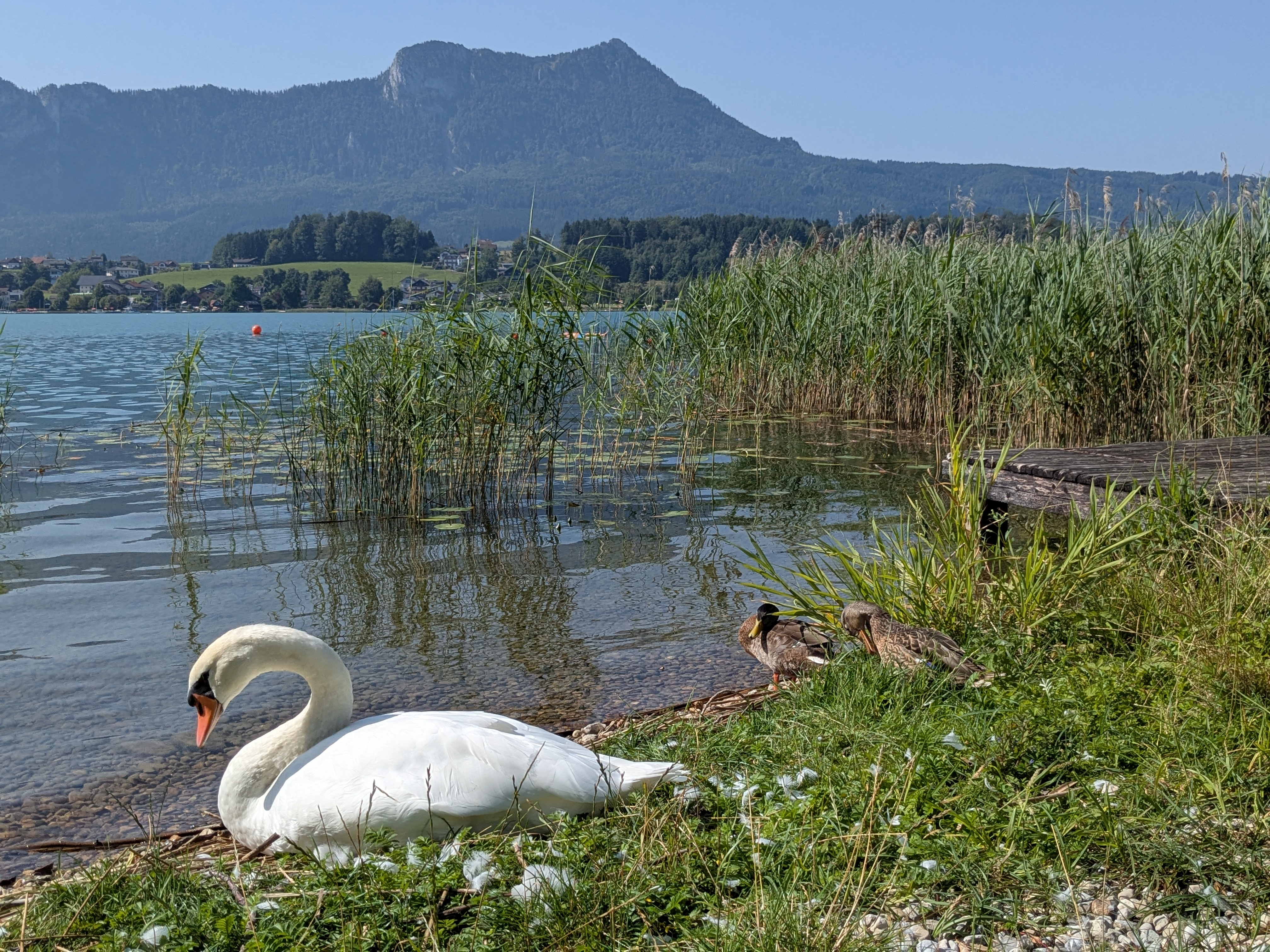
Höckerschwan und Stockenten am Mondsee. Im Hintergrund der Schober

Die auffälligste Vogelart am Mondsee und an den anderen Salzkammergutseen ist der Höckerschwan (Cygnus olor), dessen erste Ansiedlung in Oberösterreich am Traunsee erfolgte. Im Jahre 1939 kaufte die Marktgemeinde Mondsee ein Paar in Gmunden an. Im Jahre 1961 wurden 20 Tiere, davon vier Brutpaare, gemeldet. Wie der Höckerschwan ist die Stockente (Anas platyrhynchos) das ganze Jahr über am Mondsee zu finden, während die meisten Arten Wintergäste sind. Da der Mondsee wesentlich seltener als der Fuschlsee oder der Irrsee komplett zufriert, stellt er einen wichtigen Überwinterungsplatz für diese Vögel dar. Das Blässhuhn (Fulica atra) ist zahlenmäßig der wichtigste Wasservogel am Mondsee. Die Population erreicht in den Wintermonaten das Maximum. Ebenfalls sind Reiherente (Aythya fuligula) und Lachmöwe (Chroicocephalus ridibundus) im Winter häufig zu beobachten. Weitere nachgewiesene Vogelarten sind Tafelente (Aythya ferina), Haubentaucher (Podiceps cristatus), Zwergtaucher (Tachybaptus ruficollis), Schwarzhalstaucher (Podiceps nigricollis) und Graureiher (Ardea cinerea).

### Weichtiere
Die Wandermuschel (Dreissena polymorpha) wurde in den 1970er Jahren eingeschleppt und tritt im Mondsee mäßig häufig bis massenhaft auf. 2023 wurde im Mondsee erstmals die Quagga-Dreikantmuschel (Dreissena rostriformis bugensis) nachgewiesen. Beide Arten wurden vermutlich durch Schiffe und Sportboote eingeschleppt. Die Wandermuschel dient vielen Wasservögeln als Nahrungsquelle. Vogelarten wie Blässhuhn und Reiherente haben von der Ausbreitung der invasiven Art profitiert. Deren Bestand hat zugenommen, und die Vögel überwintern häufiger am See. Die Zunahme des Perlfischs, einer der wenigen Fische im See, der auch große Wandermuscheln frisst, ist ebenfalls mit der Zunahme der Population in Zusammenhang gebracht worden.

## Flora und Vegetation

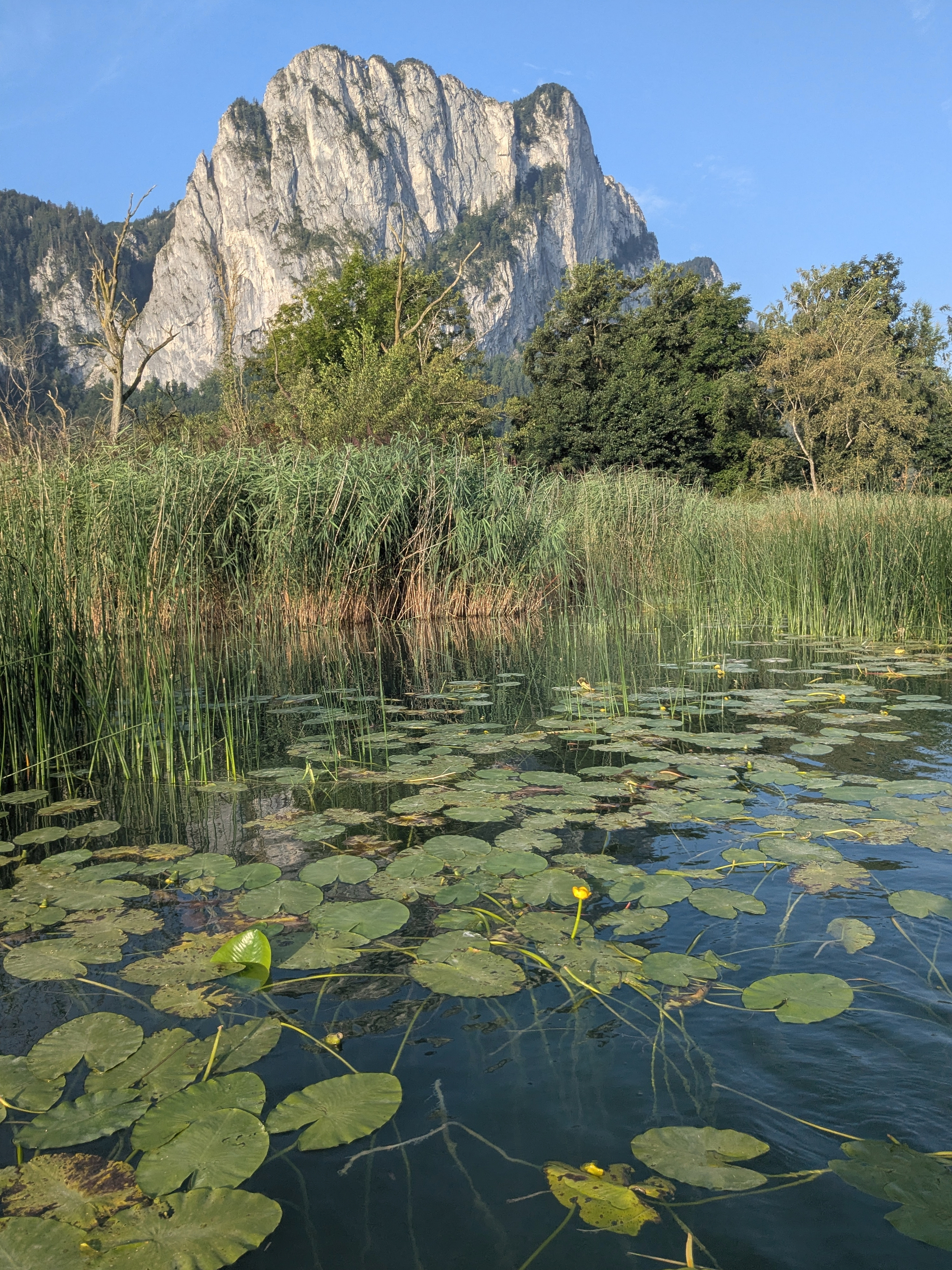
Blick auf das Naturschutzgebiet Mündungsbereich der Fuschler Ache. Im Vordergrund Bestände der Gelben Teichrose (Nuphar lutea), des Schilfrohrs (Phragmites australis) und der Gewöhnlichen Teichbinse (Schoenoplectus lacustris). Im Hintergrund die Drachenwand.

Der Mondsee bietet mit seinen vielgestaltigen Ufern und dem nährstoffarmen, klaren Wasser Lebensraum für viele Pflanzen. Im Rahmen einer Makrophyten-Kartierung konnten 2021 insgesamt 58 Arten  (Taxa) nachgewiesen werden. 35 davon zählen zu den Wasserpflanzen, 17 gehören zu den Amphiphyten und Sumpfpflanzen. Sechs weitere Arten sind an das Wasser gebunden und gehören großteils zur Röhrichtvegetation. Bemerkenswert ist vor allem die Vielfalt an Armleuchteralgen (Charophyceae) (10 Taxa) und aquatischen Moosen (8 Taxa). Submerse Röhrichtpflanzen sind mit 43 % relativer Pflanzenmasse die dominierende Artengruppe, gefolgt von Armleuchteralgen mit 40 %. Die häufigste Art im Mondsee ist das Große Nixenkraut (Najas marina). 26 Spezies, also etwa die Hälfte der vorkommenden Arten, haben einen Eintrag in den Roten Listen Österreichs.
Die Röhrichtvegetation ist am Mondsee kaum vorhanden und wird nicht, wie sonst üblich, vom Schilfrohr (Phragmites australis), sondern von der Gewöhnlichen Teichbinse (Schoenoplectus lacustris) dominiert. Nährstoffarme Seen wie der Mondsee weisen von Natur aus lediglich schüttere, niederwüchsige Schilfbestände auf. Zum anderen ist auch aufgrund der Morphologie des Sees kaum Platz für ausgedehnte Röhrichtbestände. Das Südufer des Sees bieten durch die steil abfallenden Uferböschungen und das felsige Substrat kaum Lebensraum für eine Röhrichtvegetation. Das Nordufer ist vor allem durch massive Uferverbauung beeinträchtigt. Ein geschlossener Schilfgürtel existiert nicht, es handelt sich nur um kleine, inselartige Vorkommen. Am Westufer bei St. Lorenz existieren auch dichtere Bestände.
Die Schwimmblattvegetation des Mondsee ist nur marginal ausgebildet. Von den zwei vorkommenden Arten dominiert die Gelben Teichrose (Nuphar lutea) vor der Weiße Seerose (Nymphaea alba). Beide Rote-Liste-Arten gehören zu den seltensten Pflanzen des Mondsees. Kleine Vorkommen am Mondsee befinden sich etwa am Nordostufer.
Neben dem untergetauchten Anteil der Röhrichtvegetation wird die submerse Vegetation am Mondsee von Armleuchteralgen dominiert und reicht aufgrund des klaren Wassers bis in 10 m Tiefe. Die Vegetation folgt dort einer typischen Tiefenzonierung. Flachwasser-Characeen, wie etwa die Raue Armleuchteralge (Chara aspera), wachsen im Mondsee bis in eine Tiefe von 1 bis 4 m. Anschließend folgt die Zone der Characeen des mittleren Tiefenbereiches (etwa die Gegensätzliche Armleuchteralge (Chara contraria)), die dort maximal bis 7 m, überwiegend jedoch von 3 bis 4 m Wassertiefe reicht. Diese Zone wird abgelöst von Characeen der Tiefe mit einer mittleren Ausdehnung von 6 bis 10 m. Typische Tiefwasserarten wie Zerbrechliche Armleuchteralge (Chara globularis) und die Dunkle Glanzleuchteralge (Nitella opaca) bilden häufig die Vegetationsgrenze.

## Naturschutz

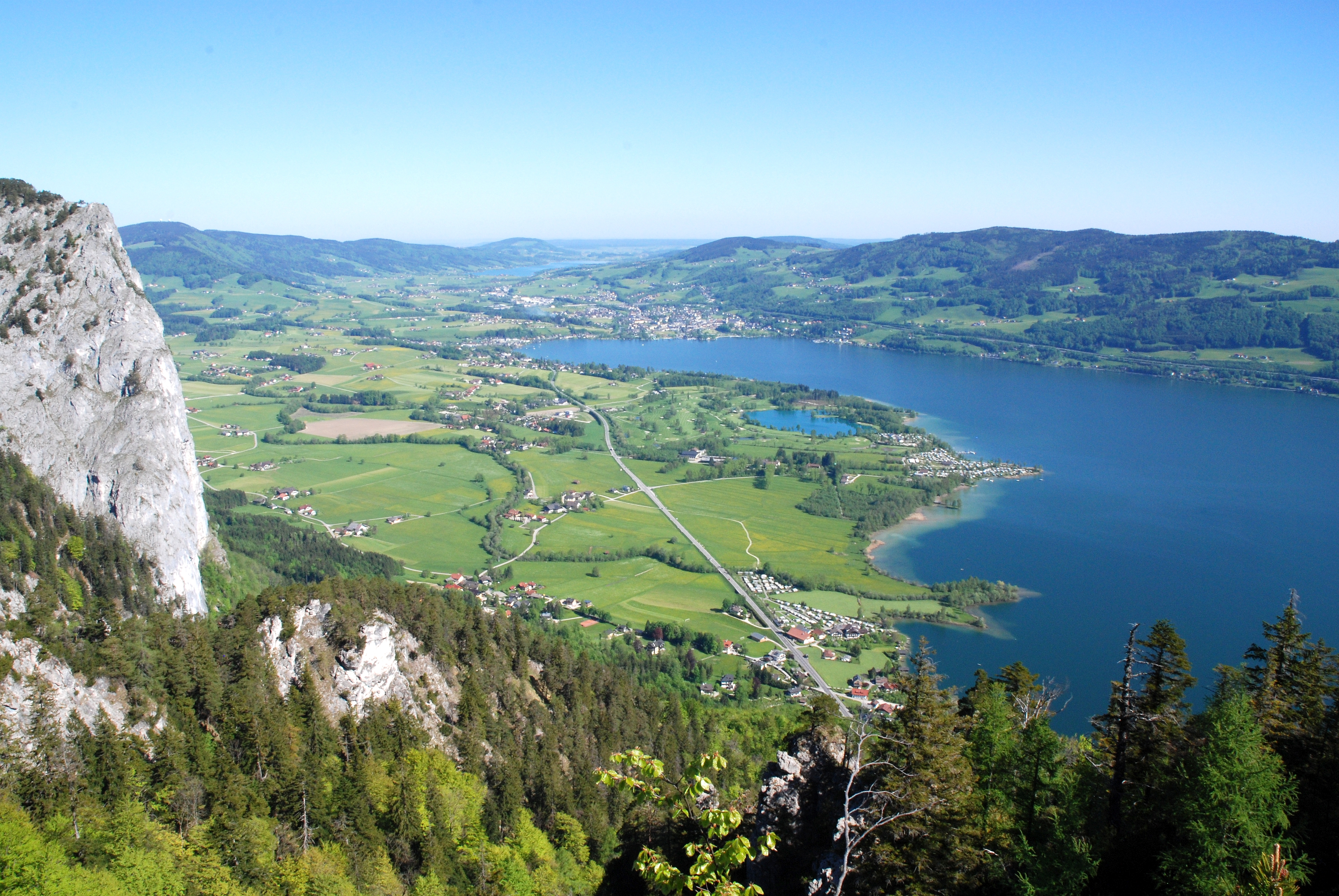
Blick vom Almkogel auf den Mondsee. Im Vordergrund der Mündungsbereich der Fuschler Ache. Links die Drachenwand

Der Mondsee ist Teil des Europaschutzgebiets Mond- und Attersee (AT3117000) gemäß der FFH-Richtlinie als Teil des Netzwerks Natura 2000. Das Schutzgebiet ist 6134,4 Hektar groß und umfasst den Mondsee, den Attersee, die Seeache sowie die Unterläufe von Zeller Ache, Fuschler Ache und Äußerem Weißenbach. Die Schutzgüter, die zur Ausweisung dieses Gebietes als Europaschutzgebiet (Natura-2000-Gebiet) geführt haben, sind der Lebensraumtyp oligo- bis mesotrophe kalkhaltige Gewässer mit benthischer Vegetation aus Armleuchteralgen sowie den beiden Fischarten Perlfisch (Rutilus meidingeri) und Seelaube (Chalcalburnus chalcoides).
Am Westufer ist der Mündungsbereich der Fuschler Ache (N073) als Naturschutzgebiet ausgewiesen. Das 10,7545 Hektar große Gebiet umfasst die Verlandungszone mit Röhricht und Bruchwald, sowie Streuwiesen. Am Ostufer befindet sich in der Gemeinde Innerschwand das Naturschutzgebiet Pichlwald in Loibichl (N062) In überwiegender Steilhanglage gedeiht dort ein naturnaher Rotbuchenwald mit hohem Eiben-Anteil. Das Gebiet ist 2,7514 Hektar groß.

## Wirtschaft

### Tourismus

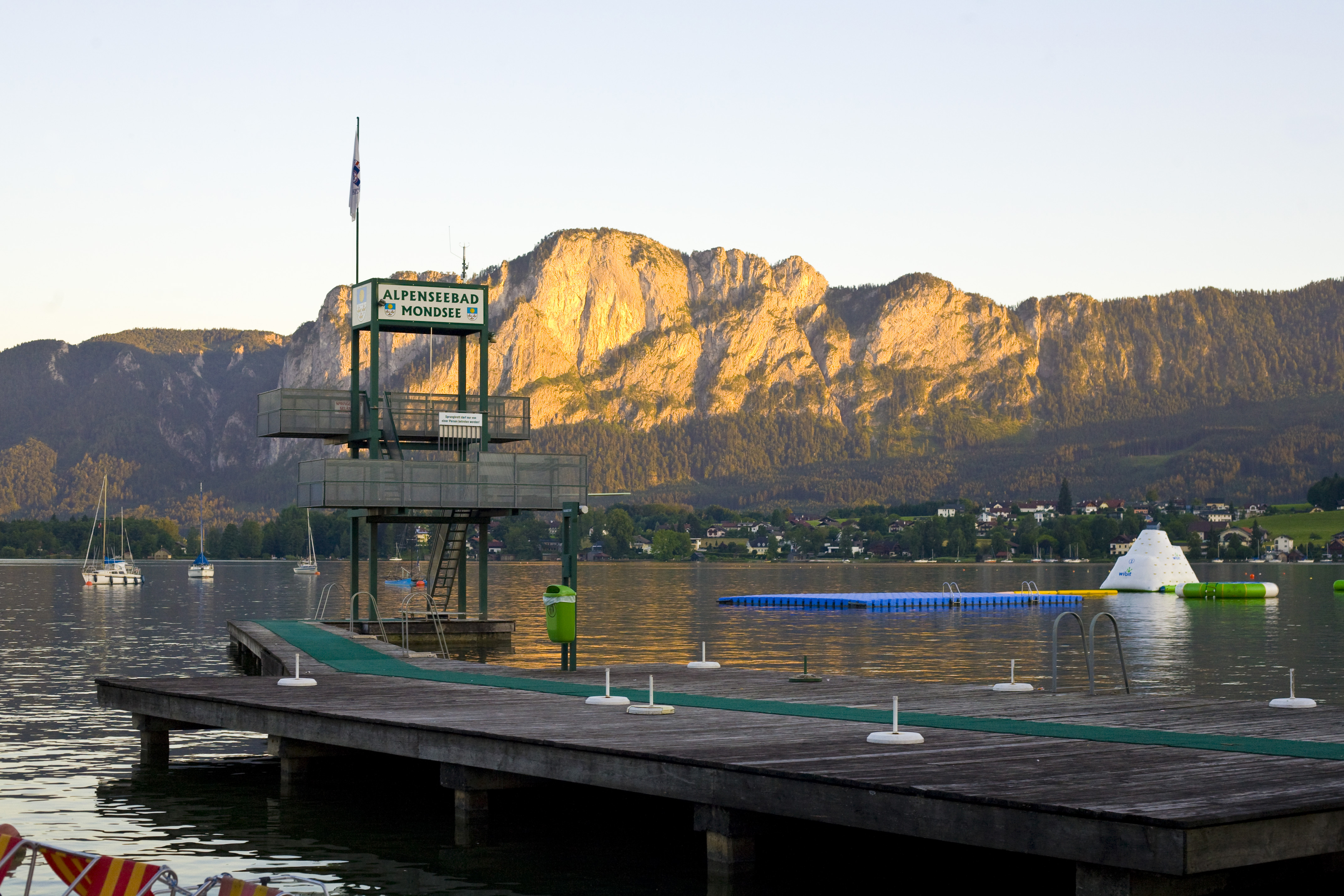
Alpenseebad Mondsee. Blick zur Drachenwand

Aufgrund seiner guten Wasserqualität und seiner vor allem in geschützten Uferbereichen badetauglichen Temperaturen und der guten Segelbedingungen ist der Mondsee von hoher touristischer Bedeutung, und der Sommertourismus ist eine wichtige Wertschöpfungsquelle für die Wirtschaft in der Region. Ein Drittel der Gäste kommt aus dem Inland und zwei Drittel kommen aus dem Ausland. Der Wintertourismus spielt eine nur geringe Rolle. Nach der Sommersaison, welche von Mai bis September dauert, schließen viele Betriebe über den Winter. Da der Tourismus stark von der Wetterlage abhängig ist und es an Schlecht- bzw. Allwetterprogrammen fehlt, sind die Nächtigungszahlen in der gesamten Region in den letzten Jahren teilweise stark rückläufig. Die Zahl der Tagesgäste, die aus dem Zentralraum von Linz und Salzburg zum Baden kommen, steigt. An schönen Sommertagen und besonders an den Wochenenden sind die Bäder und Parkplätze oft überlastet.

### Schifffahrt

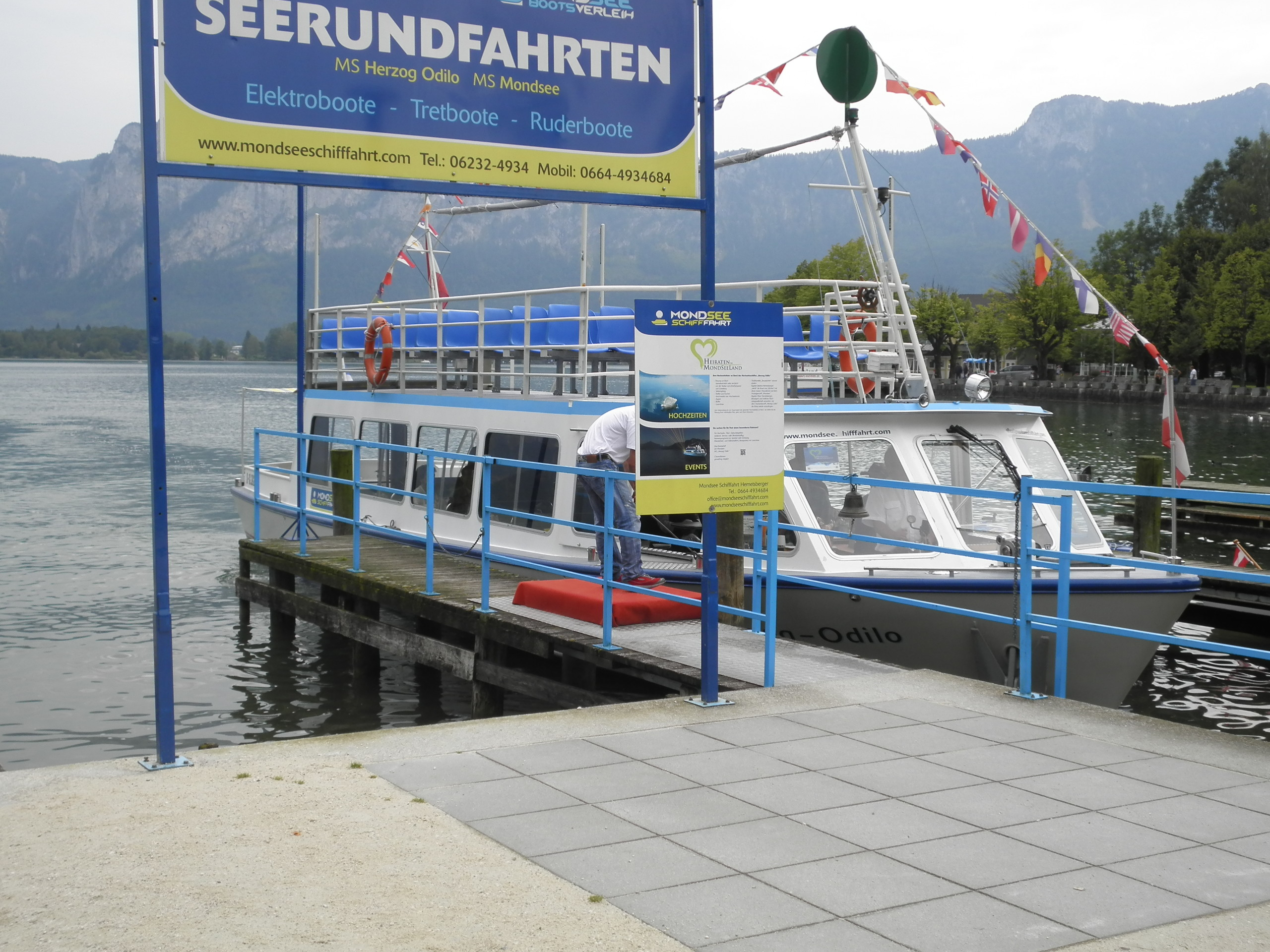
Anlegestelle Seepromenade Mondsee

Obwohl bei Untersuchungen der prähistorischen Pfahlbauten keine Einbäume gefunden wurden, ist anzunehmen, dass der See seit der Jungsteinzeit mit diesen Schiffen befahren wurde. Vermutlich wurden seit der Bronzezeit gehackte Einbäume hergestellt. Diese Methode hat sich am Mondsee bis in die Neuzeit erhalten und am See wurden noch bis Mitte des 20. Jahrhunderts Einbäume genutzt. Die überlieferte Länge für den Mondseer Einbaum beträgt 36 Schuh, das sind zwischen 11 und 12 m. Für die Herstellung wurde vorzugsweise Tannenholz verwendet. 1966 bis 1967 wurde der letzte gehackte Einbaum am Mondsee gefertigt.
Bereits im März 1872 startete mit dem Schraubendampfer „Ida“ von Berthold Courant die moderne touristische Linienschifffahrt am Mondsee. Es gab diverse Landuungsstellen wie an der Seepromenade Mondsee, in Plomberg oder in See. Im Folgejahr verstärkte ein neuer großer Raddampfer aus Linz die Flotte. Er war über die Jahre unter den Namen „Mondsee“, „Stefanie“ und „Habsburg“ bekannt. Ab 1887 dominierten der Industrielle Robert Baum und seine Nachfahren die Mondseer Schifffahrt. Mit ihm nimmt auch der damals topmoderne und heute legendäre Schraubendampfer „Helene“ den Dienst auf. Mit dem zunehmnden Fremdenverkehr wurden auch die Verbindung zwischen der Linienschifffahrt und den mit der Salzkammergut-Eisenbahn, kurz „Ischler-Bahn“, anreisenden Mondseetouristen wichtig.
Robert Baum erwarb 1877 das Winter'sche Sensenwerk und den gemeindeeigenen Holzschichtplatz am See und führte diese touristischen Zwecken zu. Er baute dort am Westende der Mondseer Seepromenade zuerst eine schlichte befestigte Wartehalle. Diese wurde im Laufe der Zeit zum zentralen Anlandungsplatz der Schiffe mit Gastronomie, Musikpavillon, Kiosk und Gastgärten und zum zentralen Anziehungspunkt für Einheimische und Touristen.

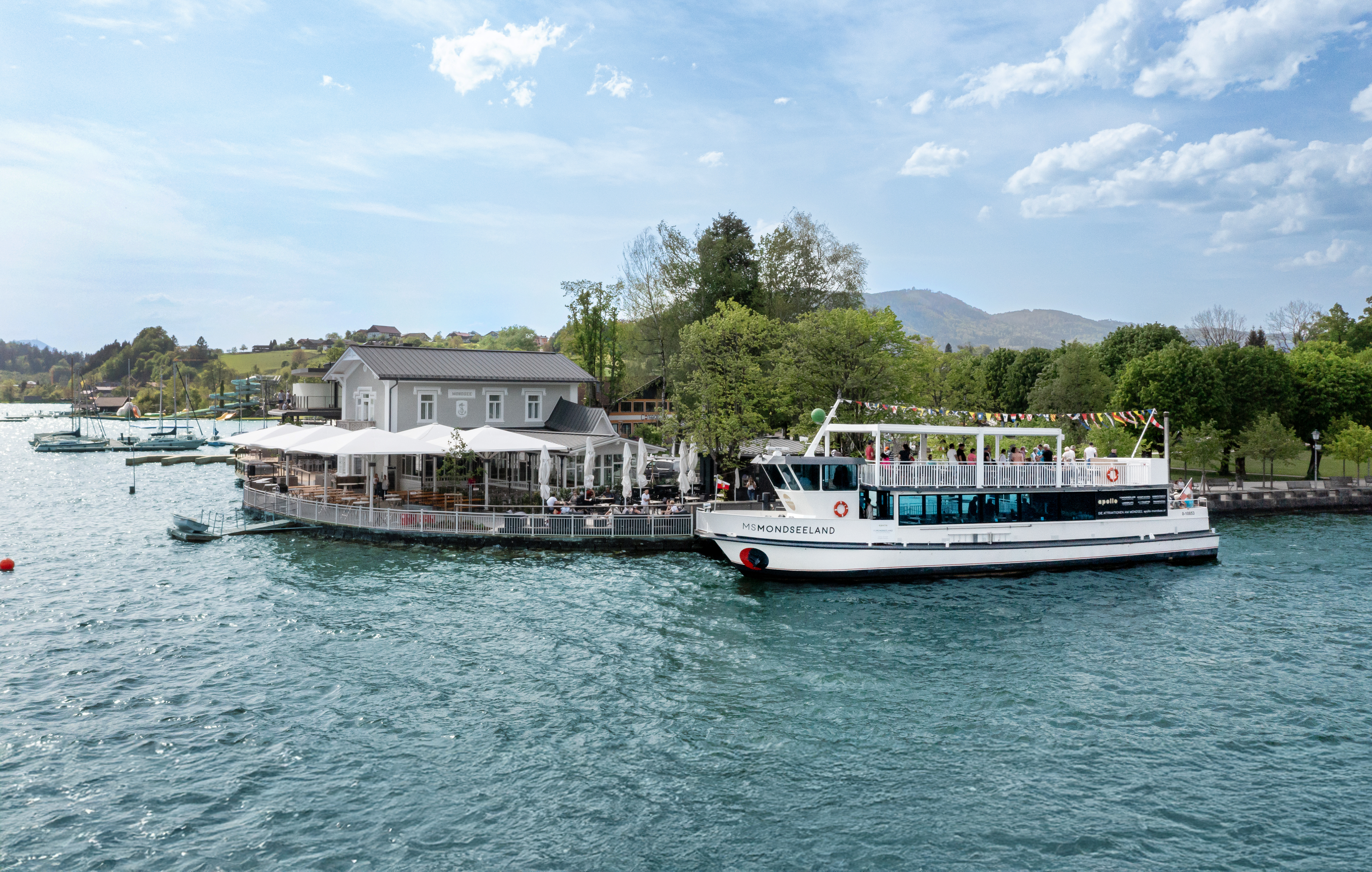
Hauptanlegestelle Schifffahrt Mondsee, Seepromenade Mondsee, Musikpavillon

1980 wurde der Linienverkehr von reinem privaten Rundfahrtverkehr abgelöst. Die „MS Helene“ wurde nach 110 Jahren 1995 außer Dienst gestellt. Danach setzte Peter Baum, Enkel von Robert Baum, das Motorschiff „MS Schafberg“ ein, bis er es im Jahr 2003 an den Mondseer Franz Meindl verkaufte. Dieser gründete in Folge die „Schifffahrt Meindl KG“ und wechselte am 24. April 2009 auf das neue Flaggschiff des Mondsees - die „MS Mondseeland“ (in der Schweiz gebaut und für 150 Passagiere ausgelegt). Meindl führte in direkter Nachfolge zu den Schifffahrtspionieren Baum den Rundfahrtenbetrieb am Mondsee fort.
Peter Baum veräußerte 2016 im Weiteren die gesamte Liegenschaft mit Seerestaurant an die Biomasse-Heiztechnikfirma Hargassner aus dem Innviertel. Diese übernahm 2021 dann auch mehrheitlich die „Schifffahrt Meindl KG“ und führte das Schiff und die Schiffsstation einer umfassenden baulichen und touristischen Erneuerung zu. Am 9. Mai 2024 eröffnete die Familie Hargassner mit der Hotel- und Kulinarikwelt „apollo am Mondsee“ inklusive Schifffahrt ein neues touristisches Gesamtkonzept an der Seepromenade.
Weitere private Anbieter bieten regelmäßige Rundfahrten an, bei denen man den See und die umliegenden Berge beobachten kann. Die Hauptanlegestelle für die Schifffahrt befindet sich an der Seepromenade der Marktgemeinde Mondsee. Die Saison für Schifffahrten ist am Mondsee ganzjährig mit einem Schwerpunkt in der Hauptsaison von Mai bis Oktober.

### Fischerei
Die Berufsfischerei wird am Mondsee nur mehr im Nebenerwerb ausgeübt. Fischereirechte sind Eigentum des Besitzers und können verkauft oder verpachtet werden. Es ist die Aufgabe der Fischereireviere, die Lizenzen zu vergeben, den artgerechten jährlichen Besatz zu regeln und Fangmengen festzulegen. Der Mondsee ist in 18 Fischereirechte (Groß- und Kleinfischereirechte) untergliedert, die zum Fischereirevier Mondsee zusammengefasst sind. Die durchschnittliche Zahl der Jahreskarten für Angler liegt bei 330 Stück. Der durchschnittliche Gesamtausfang liegt bei 7,8 kg/ha. Hauptfischarten für die Berufsfischerei sind Reinanken und Seesaibling.
Der Fischereiweg ist ein fischereihistorischer Rundweg um den Mondsee mit 13 Stationen und begleitender Broschüre, der auf die Initiative des Vereins „Die Mondseewächter“ zurückgeht.

## Sport

### Boots-/Segel- und Surfsport
Aufgrund der guten Windsituation ist der Mondsee ein beliebtes Segel- und Surfrevier. Am See existieren mehrere Segelclubs. Der Union-Yacht-Club Mondsee mit Sitz in Mondsee wurde bereits 1906 gegründet und ist der größte Club am See. Allgemein gilt der Mondsee als Leichtwindrevier. Aufgrund seiner Topographie herrschen auf dem See sehr unterschiedliche Windverhältnisse und die Winde sind oft drehend und böig. Die besten Verhältnisse herrschen beim Durchzug einer Schlechtwetterfront von West mit relativ konstantem Wind. Bei Schönwetter entwickelt sich am Mondsee eine Thermik aus West bis Nord mit teilweise Winddrehern von 30 bis 50 Grad. Im äußersten Osten des Sees kann sich bei Schönwetter eine Art Rosenwind, der vom Attersee heraufzieht, entwickeln. Dieser wird als Unterer Wind bezeichnet und tritt vor allem zwischen 10 und 14 Uhr auf.
Im Juli und August besteht ein Verbot von Verbrennungsmotoren auf Schiffen und Booten. Ausgenommen sind Berufsfischerei, Linienschifffahrt und Fahrzeuge der Rettung und Feuerwehr.

### Tauchsport
Obwohl es in der Tiefe durch das intensive Planktonaufkommen im See rasch dunkel wird, ist der Mondsee ein beliebtes Tauchgebiet. Im südwestlichen Uferbereich zwischen Plomberg und Scharfling befinden sich zahlreiche Einstiegsmöglichkeiten mit schönen Felsformationen. Die Felswand des Naturdenkmals Harnischwand setzt sich unter Wasser bis in eine große Tiefe fort. Dort befindet sich die tiefste Stelle des Mondsees mit 68 m. Auch die Kienbergwand setzt sich unter Wasser bis in 30 m Tiefe fort. Dort befinden sich Autowracks und versunkene Bäume. Bei den Fundstellen von ehemaligen Pfahlbaudörfern herrscht absolutes Tauchverbot.

### Radsport
Der Mondsee-Fünf-Seen-Radmarathon ist eine jährliche Radsportveranstaltung, die rund um den Mondsee stattfindet. Der Marathon bietet verschiedene Distanzen und Strecken, die sich an unterschiedliche Leistungsniveaus richten. Start und Ziel ist jeweils in der Gemeinde Mondsee am Nordufer. Die längste Tour ist 200 km lang und führt am Attersee, Hallstätter See, Wolfgangsee und Fuschlsee vorbei.

## Namenskunde

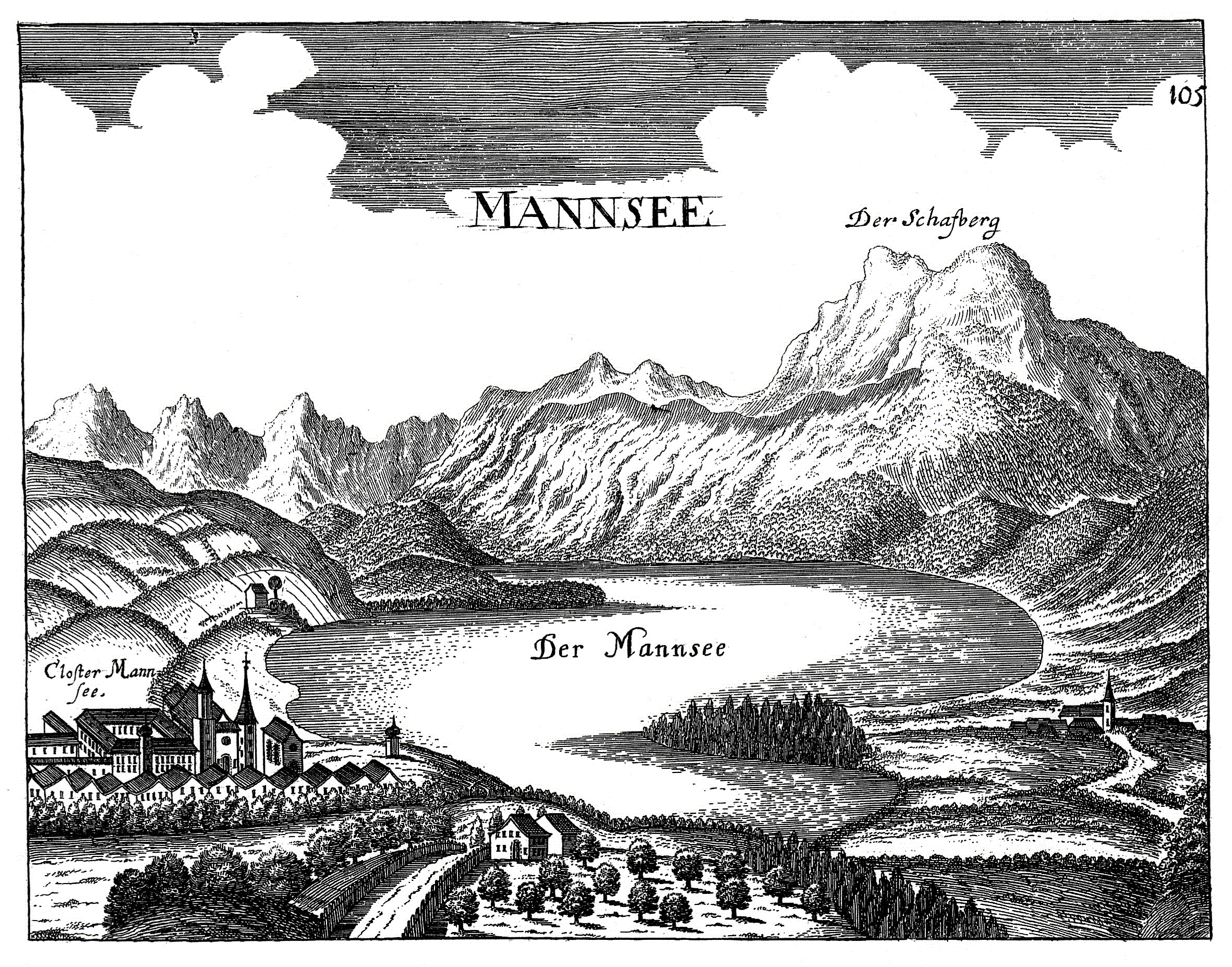
Ansicht des Mannsees. Kupferstich von Georg Matthäus Vischer (1674)

Der Mondsee wird erstmals im Traditionsbuch des Klosters Mondsee um 736/737 als ad Lunelaco erwähnt. Ab 748 als locum... Maninseo und monasterium... Maninseo. Auch eine Erwähnung von 771 nimmt Bezug auf das Kloster: ad monasterium... qui situs est ad Maninsee. Es handelt sich um eine Zusammenrückung aus ahd. mano (Genitiv manin) 'Mond' und ahd. seo 'See' in der Bedeutung 'des Mondes See'. Im 18. Jahrhundert wird die Namengebung mit der Form des Sees begründet. Die Benennung kann auch mythologische oder kirchliche Ursachen haben.

## Eigentumsverhältnisse
Der Mondsee befindet sich in Privateigentum. Dies ist eine Besonderheit im Salzkammergut, wo sonst alle großen Seen im Besitz der Österreichischen Bundesforste sind. Im Jahre 1791 wurde das Kloster Mondsee, zu dessen Besitz auch der Mondsee gehörte, aufgehoben und dem Religionsfonds überwiesen. Im Jahre 1810 schenkte Kaiser Napoleon Bonaparte das ehemalige Kloster Mondsee dem bayerischen Feldmarschall Carl Philipp von Wrede anlässlich der Erhebung in den Grafenstand. Die Nachkommen Wredes, die Grafen Almeida, sind seither im Besitz des Sees. Bis 2024 war Nicolette Waechter (geborene Almeida) vom Höribachhof in St. Lorenz Eigentümerin des Sees. Sie hatte den See im Jahr 1977 von ihrem verstorbenen jüngeren Bruder geerbt. Im August 2008 begonnene Verkaufsverhandlungen mit den Österreichischen Bundesforsten scheiterten an der Unvereinbarkeit der jeweiligen Preisvorstellungen. Nicolette Waechter übergab den See 2024 nach bäuerlichem Übergaberecht an ihre Tochter Anna Mathyl.
Nach einem OGH-Urteil aus dem Jahr 1997 wurde im Grundbuch ein Servitut für den Gemeingebrauch festgeschrieben. Nachdem strittig geworden war, ob der Mondsee im Privateigentum steht oder als öffentliches Gut zu betrachten sei, kam es zu einem Vergleich. Demnach sind die Schifffahrt auf dem Mondsee, das Baden, Schwimmen und die Eisgewinnung im See für immerwährende Zeiten freigegeben. Im Gegenzug wurde das Eigentumsrecht von Nicolette Waechter anerkannt. Anna Mathyl informierte im Juli 2025, dass alle bestehenden Miet- und Pachtverträge für im See verankerte Bojen, Stege und Hütten auf ihrem Seegrundstück gekündigt werden.

## Geschichte

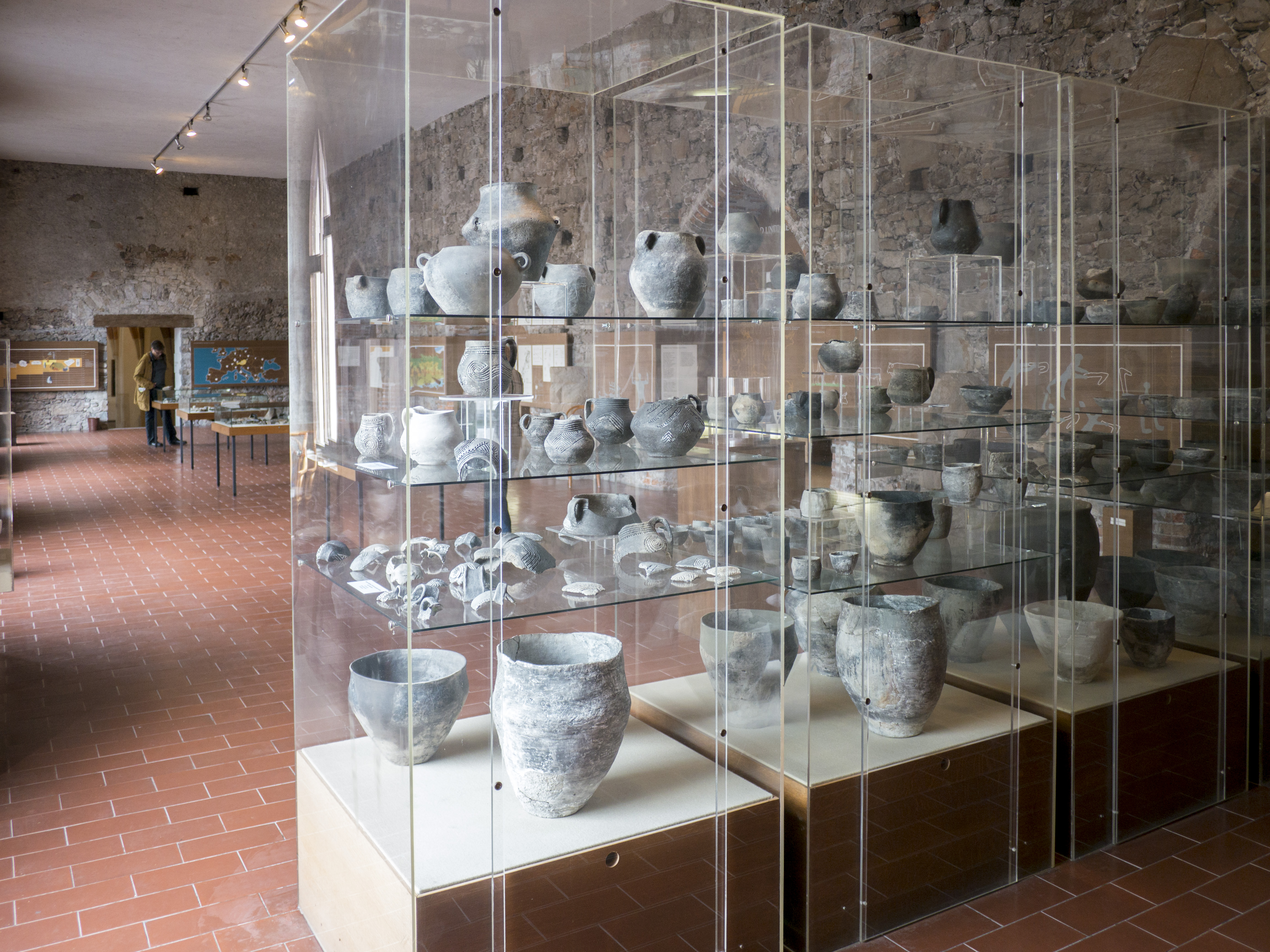
Pfahlbaumuseum Mondsee

Erste Siedlungsspuren sind durch jungsteinzeitliche Pfahlbaureste am Mondseeufer belegt. Die älteste Datierung der 1872 entdeckten Station See am Mondsee stammt aus der Zeit um 3800 Jahre vor Christus und wird der Mondseekultur zugerechnet. Die heute noch sichtbaren Überreste befinden heute in einer Wassertiefe von 1,8 m bis 5 m, befanden sich ursprünglich jedoch am Ufer, da der Seespiegel damals niedriger war. Ein Anstieg des Seespiegels in der späten Kupfersteinzeit hat dann die Siedlungstätigkeit am Ufer beendet. Klimatische Änderungen mit erhöhten Niederschlägen, wie sie etwa im älteren Atlantikum auftraten, könnten dies bedingt haben. Untersuchungen am Abfluss weisen auf Verschüttung und Verlegung des Abflusses durch Murenereignisse hin. 2011 wurde der Fundort See in die grenzübergreifenden UNESCO-Welterbestätte Prähistorische Pfahlbauten um die Alpen aufgenommen. Funde können im Pfahlbaumuseum Mondsee besichtigt werden.
Das Holzobjekt von Scharfling wurde durch Johann Offenberger aus der 1972 vermessenen Uferrandsiedlung Scharfling am Mondsee geborgen.

## Der Mondsee in Kunst und Literatur

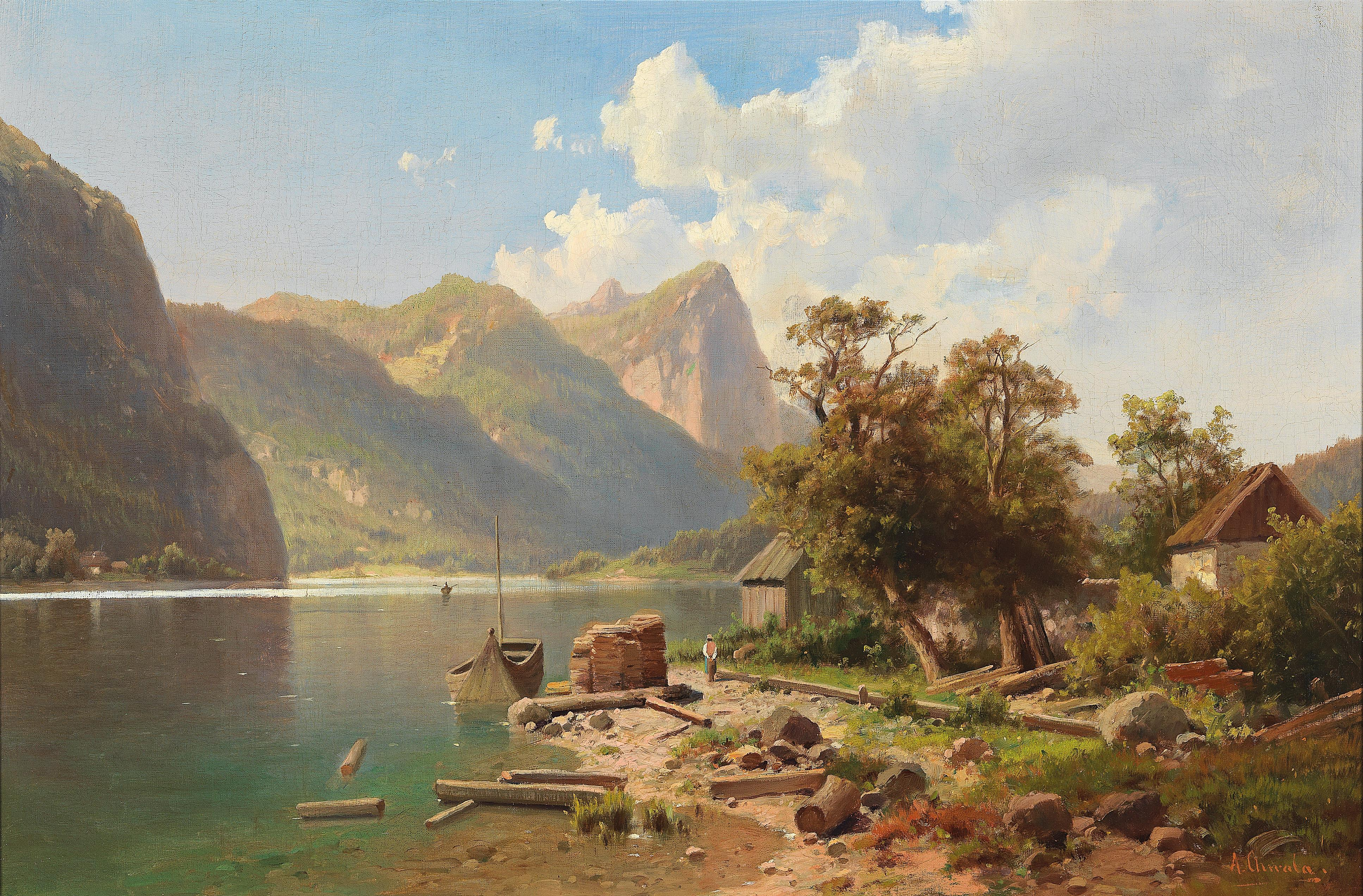
Adolf Chwala: Partie am Mondsee mit Blick auf die Drachenwand, vor 1900

In der zweiten Hälfte des 19. Jahrhunderts kamen Landschaftsmaler in das Salzkammergut und an den Mondsee. Adolf Chwala, Anton Pick und August Schaeffer von Wienwald schufen Werke, die den Mondsee und dessen Umgebung zeigen.
Mehrere Geschichten behandeln die Namensgebung des Sees. Eine bekannte Sage berichtet, dass Herzog Odilo von Bayern mit seinem Gefolge in der Nacht von St. Gilgen nach Scharfling ritt und in den See zu stürzen drohte.

„… ein einziger Fehltritt und sie wären rettungslos verloren gewesen, so hart am Abgrunde führte sie ihr Weg. Da theilten sich plötzlich die Wolken und mit glänzendem Lichte beleuchtete der Mond ihren Pfad, seine Strahlen in das spiegelklare Gewässer tauchend, und rettete sie vor nahen Untergange. In dankbarer Erinnerung bezeichnete jener Herzog den See mit dem Namen Mansee.“